# Robles (departement)
Robles is een departement in de Argentijnse provincie Santiago del Estero. Het departement (Spaans:  departamento) heeft een oppervlakte van 1.424 km² en telt 40.060 inwoners.

## Plaatsen in departement Robles
- Beltrán
- Colonia El Simbolar
- Fernández
- Ingeniero Forres
- Villa Robles
- Vilmer